# Servette Star-Onex
 (juin 2023).
Si vous disposez d'ouvrages ou d'articles de référence ou si vous connaissez des sites web de qualité traitant du thème abordé ici, merci de compléter l'article en donnant les références utiles à sa vérifiabilité et en les liant à la section « Notes et références ».
Pour les articles homonymes, voir Sso.
Le Servette Star-Onex volleyball club Genève (SSO) est un club de volley-ball de Suisse.

## Historique
En Suisse, le volley-ball est apparu au début des années 1950 sous l'impulsion entre autres, des clubs genevois du Star VBC et du Servette VB. En 1955, le Star a fait partie des sept clubs fondateurs de l'association genevoise de Volley-ball (AGVB). Une année plus tard l'AGVB participe à la création de la Fédération suisse de volley-ball.
Le Star VBC fut créé en 1954 dans le quartier de Plainpalais. En 1968, le club quitte la ville de Genève pour partir sur la commune d'Onex qui dispose alors de salles pour la pratique du volley-ball. Dans un premier temps, le Star prend ses quartiers à l'école d'Onex-Parc avant de déménager dans l'école des Racettes où, depuis, de nombreux matchs de LNA et de coupe d'Europe furent joués. Lors de la saison 1971-1972, le club prend le nom de Star-Onex VBC pour remercier la commune d'Onex. 
D'un autre côté, le Servette VB, autre club de la ville de Genève, est fondé en 1958. Durant plusieurs années ce club a dominé le volley-ball suisse en remportant de nombreux titres masculins, juniors (au total 16 titres). La concurrence entre le Servette et le Star-Onex n'empêche pas ces deux clubs de fusionner en 1979 pour devenir le Servette Star-Onex VBC (SSO)qui devient champion suisse en 1981 et 1982 et vainqueur de la coupe de suisse en 1982, 1983 et 1984. Cette année 1984, le SSO est au sommet avec des équipes masculines en LNA et en LNB et une équipe féminine en LNB. 
Toujours en 1984, les deux équipes de pointe du club, la LNA masculine et la LNB féminine, quittent le SSO pour rejoindre un nouveau club d'élite créé de toutes pièces : le Genève Élite VB. Ce club de va cependant pas répondre aux espoirs placés en lui et disparaît quelques années plus tard.
Ainsi depuis le milieu des années 1980, le SSO n'a plus connu la LNA. Malgré cela, à l'exception d'une seule année, le club a toujours eu une, voire deux équipes en ligue nationale.
Infos
Le Servette Star-Onex est membre du Servette Club (comme le Servette FC,...)
Membre du Volley Jeunesse Genève Sud, un regroupement de clubs pour la formation des juniors.